# Nouvelles technologies
Les « nouvelles technologies » désignent des domaines très évolutifs et des techniques diverses, pouvant rendre plus accessible les rapports entre les humains et les machines :
- au sens large, toute la « haute technologie » ;
- au sens étroit, les nouvelles techniques de l'information et de la communication (TIC) : Internet, Smartphone, protocole Bluetooth, technologie financière (fintech…).

Les NTIC regroupent les innovations réalisées en matière de volume de stockage et de rapidité du traitement de l'information ainsi que son transport grâce au numérique et aux nouveaux moyens de télécommunication (fibre optique, câble, satellites, techniques sans fil). Leur impact s'étend sur de multiples domaines, notamment sur notre mode de vie et notre économie. Les secteurs de production et d'utilisation de ces nouvelles techniques acquièrent une part croissante du PIB des économies développées et émergentes, d'où le concept de « nouvelle économie » ou « économie du savoir ». Cela ne fait pas disparaître l'économie traditionnelle, mais fait du savoir et de la connaissance, des éléments clés de la compétitivité économique.
Elles comprennent également toutes les avancées technologiques dans différents domaines, dont le domaine médical (comme les défibrillateurs intelligents), scolaire (tableaux blancs interactifs), informatique (reconnaissance vocale ou faciale, quantique ou hybride), automobile (voitures sans conducteur)…

## Histoire
En 1961, le nucléaire est considéré comme faisant partie des nouvelles technologies.
En 1969, les médias de communication sont considérées comme une nouvelle technologies opérant le corps social :

« Affirmant que« le message c’est le medium » Mc Luhan opère une radicale révolution dans l’étude de la communication en négligeant son contenu pour centrer son attention sur les moyens de communications eux-mêmes. « Les nouveaux média et les nouvelles technologies par lesquels nous nous amplifions et nous nous prolongeons constituent de gigantesques interventions chirurgicales sur le corps social accomplies sans le moindre souci d’aseptie ». »

— Combat : organe du Mouvement de libération française, 21 août 1969
Ces nouvelles technologies sont prises en compte par l'éducation nationale française dès 1970.
De plus, les années 1970 sont marquées par l'apparition des premiers ordinateurs personnels, comme l'Altair 8800 en 1975, qui commencent à rendre la technologie informatique accessible au grand public et ouvrent la voie à une révolution numérique.
Il faut ajouter que la première application mobile est apparue en 1994 avec le IBM personal Comunicator, l'un des premiers téléphones intelligents  qui comprenait une application d'agenda, une calculatrice et une application pour les contacts. Vers le début des années 2000, le "Personal Digital Assistant " (PDA) commercialisé sous forme d'agenda électronique a vu le jour. Par ailleurs, il faut attendre  l'arrivée des smartphones, pour assister à l'essor des technologies numériques. Bien que les applications mobiles soient des technologies numériques, elles peuvent être considérées également comme des composantes essentielles à l'essor des nouvelles technologies.